# 正則関数
複素解析における正則関数（せいそくかんすう、英: regular analytic function:124）あるいは整型函数（せいけいかんすう、英: holomorphic function）とは、ガウス平面上あるいはリーマン面上のある領域について、常に微分可能な複素変数、複素数値函数を指す。

## 概要
正則関数とは、複素関数（複素数を変数とし、複素数に値をもつ関数）のうちで、対象とする領域内の全ての点において微分可能な関数である。すべての点で微分可能という性質は「正則性」と呼ばれる。多項式関数や指数関数、三角関数、対数関数、ガンマ関数、ゼータ関数など、複素解析において中心的な役割を演じる多くの関数はこの正則性を備える。
正則な複素関数は、その導関数も正則である。すなわち微分操作を無制限に繰り返してよい。実変数関数のように導関数が微分不可能となり微分回数が制限されることは起きない。微分可能回数について言い及ぶこともない。実数関数と勝手の全く異なる点である。
複素関数の微分可能性の特徴は、その微分の定義に起因する。複素関数の微分は実数軸および虚数軸という2次元平面内の任意の方位に沿って見積もられうるが、これをすべて一意とする。すなわちどの方位をみても同一の値をとるものとして定義されている。したがって方位を決めて一度に一方向しか見ない実数空間の偏微分よりも、複素変数空間の微分の方が制約が厳しい。連続であるだけでは十分でない。
ある任意の点についてみたときの周辺の増減がその点に対し軸対称であると正則である。これを満たすとき実数成分および虚数成分を表す関数はそれぞれ調和関数である。また実数成分および虚数成分の偏導関数はコーシー・リーマンの方程式を満たす（ただし逆は真ではない）。
正則函数が解析的であること:複素解析における正則関数は何回でも微分可能であり、したがって冪級数に展開できる。複素関数に関して、それが正則であることと解析関数であることとは同義である。また、一致の定理により正則関数はその特異点を含まない領域へ一意的に拡張（解析接続）できる場合がある。
ガウス平面の全域で正則である複素関数は整関数と呼ばれる。また、正則関数の商として得られる関数は有理型関数という。

## 定義
ガウス平面 C 内の開集合 D と D 上で定義される複素関数 f(z) について、a ∈ D に対し極限
{\displaystyle \lim _{z\to a}{\frac {f(z)-f(a)}{z-a}}}
が定まるとき、すなわち D 内で z を a に近づけるとき、どのような近づけ方によっても右辺の商がただ一つの値に収束するとき、複素関数 f(z) は点 a で、あるいは z = a で複素微分可能または単に微分可能であるといい、この極限値を
{\displaystyle f'(z)={\frac {df}{dz}}=\lim _{z\to a}{\frac {f(z)-f(a)}{z-a}}}
と書いて、複素関数 f(z) の点 a あるいは z = a における微分係数と呼ぶ。
複素関数 f(z) が D で複素微分可能である、すなわち D の全ての点で複素微分可能であるとき、複素関数 f(z) は 開集合 D において正則であるといい（集合における正則性）、複素関数 f(z) は D 上の 正則関数であるという。
また、複素関数 f(z) が点 a で複素微分可能なだけでなく、点 a を含む適当な（どんなに小さくてもよい）近傍 U(a) でも複素微分可能である（近傍 U(a) の全ての点で複素微分可能である）とき、複素関数 f(z) は点 a で正則であるという（1点における正則性）。

## 性質
f, g を領域 U 上で定義される正則関数とする。また α, β を複素数の定数とすると
- 線型性: {\displaystyle {\frac {d(\alpha f+\beta g)}{dz}}=\alpha {\frac {df}{dz}}+\beta {\frac {dg}{dz}},}
- ライプニッツ則: {\displaystyle {\frac {d(fg)}{dz}}={\frac {df}{dz}}g(z)+f(z){\frac {dg}{dz}},}
- 連鎖律: {\displaystyle {\frac {d(f\circ g)}{dz}}={\frac {df}{dg}}{\frac {dg}{dz}}}

が成り立つ。ゆえに正則関数の和、定数倍（スカラー倍）、積は再び正則である。
正則関数は微分が 0 にならない点において複素平面上の等角写像である。

### コーシー・リーマンの方程式
z = x + iy とし、ガウス平面 C を実平面 R2 と同一視すると、複素関数 f は 2 つの実 2 変数関数 u(x, y), v(x, y) を用いて
f(x, y) = u(x, y) + iv(x, y)
と表すことができる。f(z) = f(x, y) が正則関数であれば、u, v はコーシー・リーマンの方程式と呼ばれる偏微分方程式
{\displaystyle {\begin{cases}\displaystyle {\frac {\partial u}{\partial x}}={\frac {\partial v}{\partial y}},\\\displaystyle {\frac {\partial u}{\partial y}}=-{\frac {\partial v}{\partial x}}\end{cases}}}
を満たす。
ここから正則関数 f(x, y) の実部 u(x, y), 虚部 v(x, y) は実 2 変数の調和関数であることがわかる。
コーシー・リーマンの方程式は f(x, y) が正則となるための必要条件であるが、さらに u(x, y), v(x, y) が、2 変数の関数として全微分可能であるならば、f(x, y) は正則となる。
また、ウィルティンガーの微分
{\displaystyle {\frac {\partial }{\partial {\bar {z}}}}:={\frac {1}{2}}\left({\frac {\partial }{\partial x}}+i{\frac {\partial }{\partial y}}\right)}
を用いれば、コーシー・リーマンの方程式は、ディーバー方程式
{\displaystyle {\frac {\partial f}{\partial {\bar {z}}}}=0}
に変換される。
ディーバー方程式を用いれば、たとえば、多項式に z しか現れないとき、コーシー・リーマンの方程式が成り立つのは一目瞭然であるし、 
{\displaystyle |z|={\sqrt {z{\bar {z}}}}}
のように z を含むものを、z で微分して 0 にならないのであれば、コーシー・リーマンの方程式は満たされないのである。
|z| の場合は、z 微分して 0 にならないこともすぐ分かり、正則ではない。

## 解析接続
ある領域 E において定義される正則関数 h(z) が与えられているとする。また、E を含む領域 D 上で定義される正則関数 f(z) で z が E に含まれるときは常に
{\displaystyle h(z)=f(z)}
が成り立つならば、正則関数 f を正則関数 h の（D 上の）解析接続とよび、また h は f によって D まで解析接続可能であるという。正則関数に関する一致の定理によれば、局所的に恒等的に等しい正則関数は大域的に一致するため、解析接続の概念はもう少し一般に、二つの正則関数 h, f の定義域 E と D が共通部分 E ∩ D を持つときに
{\displaystyle h(z)=f(z){\mbox{ for any }}z\in E\cap D}
であるならば、h および f は領域の和集合 E ∪ D まで広げた領域で定義される正則関数と見なすことであるということもできる。つまり、ある領域における（局所的な）正則関数は一つの大きな（大域的な）正則関数の局所的な姿であると考えることができ、解析接続は局所的な関数とその定義域の組を張り合わせて大域的な正則関数を表示する方法であると捉えられる。このような立場からは、正則関数は解析接続を可能な限り施して定義域を広げたものと考えて扱うのが自然である。
ここで、ある領域を定義域としてそこで特定の表示を持つ正則関数に対して、その定義域を超えて解析接続して得られる正則関数を考えるとき、はじめの表示がもとの定義域の外でも有効であるわけではないことには注意しなければならない。たとえば、リーマンゼータ関数の値 ζ(−1) = −1/12 に対して、Re(s) > 1 上で有効なゼータ関数の表示
{\displaystyle \zeta (s)=\sum _{n=1}^{\infty }{\frac {1}{n^{s}}}=1^{-s}+2^{-s}+3^{-s}+\cdots +n^{-s}+\cdots }
を、s = −1 に対してむりやり適用すると
{\displaystyle -{\frac {1}{12}}=1+2+3+\cdots +n+\cdots }
となり（→1+2+3+4+…）、この表示が s = −1 の周辺で有効でないことを見て取ることができる。(厳密にはこの記述方法は正しくない)一方で、明らかに無限大に発散するはずの右辺が負の値を持つ左辺と等しいという、この一見不可解な等式を物理学への応用などの観点から正当化する方法が、繰り込みなどいくつか知られていて、それ自体興味深い研究対象である。
最初に与えられた正則関数を解析接続したときに、ガウス平面内の領域でこれ以上解析接続できないような極大単連結領域が存在する場合はさほど問題は起きないのであるが、一般には特異点のまわりで「おかしな振る舞い」が現れて状況が複雑化するため、大域的な議論はそれほど単純ではない。たとえば、局所的には一価な正則関数でも、大域的には多価関数となるような場面に遭遇するのはこのような事情の現れの一つである。二つの解析接続がいつ一致するかというのはホモトピーの言葉を使って述べることができ、一価性定理（モノドロミー定理）などが知られている。一方、局所的に成立する関数等式は解析接続によって大域的な議論に移しても保たれる（関数関係不変の法則あるいは定理）ことが知られており、特徴的な関数等式が判っている Γ 関数やリーマン ζ 関数などの解析接続は、しばしば関数等式を用いて行われる。
正則関数の全体は層を成すことが知られている。この立場から見れば、上記の局所的な正則関数は正則関数の芽である。関数関係不変の法則によれば、微分方程式はその正則解・解析解全体の成す層を表現していると考えることができる。つまり、適当なクラスの関数が作る関数空間があたえられるとき、その空間に作用してある種の層を生み出す関手として微分方程式が捉えられるのである。